# Caso Avena
El  Caso México contra Estados Unidos de América, formalmente Avena y otros nacionales mexicanos, más conocido como Caso Avena fue un caso ante la Corte Internacional de Justicia (CIJ), Organismo Judicial de Naciones Unidas. Fue decidido el 31 de marzo de 2004. La Corte decidió que Estados Unidos había violado obligaciones adquiridas bajo la Convención de Viena sobre Relaciones Consulares al no permitir la representación de México para asistir a sus ciudadanos en condiciones de arresto por crímenes en Estados Unidos.

## Antecedentes
El 31 de marzo de 2004 después de varias negociaciones fallidas e interrumpidas por parte de México contra Estados Unidos, México decidió llevar el caso a la Corte Internacional de Justicia y esta rindió su fallo en el caso Avena y otros fallos nacionales Mexicanos (México c. Estados Unidos). Este fallo definitivo e inapelable resuelve una controversia sobre la aplicación e interpretación de la Convención de Viena sobre Relaciones Consulares de 1963 de la cual tanto México como Estados Unidos son parte.
La presunta transgresión al derecho de notificación consular por parte de las autoridades judiciales estadounidenses de ciudadanos extranjeros que fueron condenados a la pena capital cuando México tomó la decisión de demandar a Estados Unidos de América mediante el máximo tribunal internacional, 45 Mexicanos estaban condenados a pena de muerte y 43 ya habían sido ejecutados en circunstancias infractoras a sus derechos relacionados con la protección consular.
El tema de la pena capital es y ha sido motivo de controversia para Estados Unidos frente a la comunidad internacional, la cuestión se torna particularmente sensible cuando la pena capital es designada a nacionales extranjeros ya que, además, se involucran toda una serie de consideraciones ajenas al proceso penal según la ley interna. En el caso del Estado extranjero, se debe brindar atención consular a los nacionales arrestados según la convención de Viena así como informa al país de donde provengan los nacionales si no sucede así se estaría cometiendo una infracción al artículo 36 de la Convención de Viena sobre las relaciones consulares. Dos casos relacionados con las mismas circunstancias y similitudes en sus orígenes son el caso Breard y el caso LaGrand que si bien cerraron sus caso de manera distinta tienen la particularidad de haber presentado la infracción antes mencionada ante la Corte Internacional de Justicia (CIJ).

### Caso relativo a la convención de Viena sobre relaciones consulares  (Paraguay c. EUA) de 1998
En el caso Breard, Paraguay presentó una petición ante la Corte Internacional de Justicia (CIJ) alegando que los Estados Unidos habían infraccionado los derechos del artículo 36 de la convención de Viena de sobre relaciones consulares (CVRC) cuando sus tribunales sin cumplir las obligaciones del artículo ya mencionado sentenciaron a muerte a Ángel Breard nacido en Paraguay por delitos cometidos en EUA, la CIJ ordenó medidas provisionales para asegurarse de que la ejecución no transcurriera sin embargo la pena de muerte a Breard se hizo efectiva en abril de 1998, a lo que Paraguay retiró su demanda y no se dictó un fallo sobre el asunto por parte de la CIJ.

### Caso LaGrand (Alemania c. EUA) de 1999
En el caso LaGrand en el cual Alemania presentó una petición ante la CIJ nuevamente contra Estados unidos debido a dos hermanos de nacionalidad alemana llamados Walter y Karl LaGrand ya que habían sido procesados y condenados por homicidio en Arizona, el arresto no se había informado de su derecho de contar con asistencia consular lo cual dejó impido que Alemania prestarse la asistencia consular a los hermanos, Karl LaGrand fue ejecutado el 24 de febrero de 1999 mientras que la ejecución de Walter quedaría programada para el 3 de marzo del mismo año sin embargo un día antes el 2 de marzo Alemania presentó una petición ante el CIJ para entablar un procedimiento contra EUA con el argumento de que se habían infraccionado las obligaciones conforme a la CVRC y al artículo 36 de este mismo, así es como la corte dio nuevamente medidas para que se garantizara que la ejecución a LaGrand no fuese ejecutada. En este caso ya se presentaba una existencia de un posible daño irreparable con una ejecución ya realizada y la CIJ otorgó medidas provisionales un "motu proprio" en términos del artículo 75 del Reglamento de la Corte y ésta dictaminó un fallo sobre el fondo del asunto el 27 de junio de 2001 esto debido a que se le impidió que los hermanos tuviesen recursos judiciales adecuados son respecto a sus derechos consulares, además de no informar a tiempo al consulado alemán y no informar a los hermanos LaGrand sobre sus derechos. 
La CIJ decidió que la doctrina jurídica estadounidense en materia de preclusión procesal en sí misma no infraccionar el Artículo 36 pero como tal fue aplicada en el caso, sin embargo más adelante la CIJ retiró los términos del fallo que dictó en el caso LaGrand en el sentido de que el recurso adecuado por concepto de tal transgresión eran la revisión y reconsideración por la vía judicial de las sentencias a la pena de muerte por los tribunales estadounidenses.

## Hechos del caso
El 29 de abril de 2009, México presentó ante la Corte Internacional de Justicia una demanda contra Estados Unidos. México alegaba la violación de los artículos 5 y 36 de la Convención de Viena sobre Relaciones Consulares del 24 de abril de 1963 con relación a 54 mexicanos que habían sido sentenciados a muerte en Estados Unidos en distintas partes del Estado. La violación a estos artículos se cometió debido a que el artículo 36 párrafo 1º establece que si un individuo de otro Estado es detenido, arrestado o está pendiente a un juicio, se le debe informar a los consulares del Estado de origen de dicho individuo, lo cual no fue realizado en estos casos. De ahí que se argumentara la violación de esta sección del artículo, además de que consecuentemente se cometieron otras violaciones a la Convención de Viena en relación con esta primera violación por parte de los Estados Unidos.
México argumentó la competencia de la Corte en el Artículo 36, párrafo 1º del Estatuto de la Corte y en el Artículo I del Protocolo de firma facultativa sobre jurisdicción obligatoria para la solución de controversias. 
El día en que se realizó la demanda, México también presentó un documento en el que solicitaba que se tomaran ciertas medidas provisionales, esto con el fin de evitar su sentencia antes de que la Corte emitiera el fallo. De esto, el 5 de febrero de 2003, mediante una providencia, la Corte declaró que se tomaran las siguientes medidas provisionales: 
“a) Los Estados Unidos de América tomarán todas las medidas necesarias para asegurar que el Sr. César Roberto Fierro Reyna, el Sr. Roberto Moreno Ramos y el Sr. Osvaldo Torres Aguilera no sean ejecutados a la espera del fallo definitivo en el presente procedimiento;
“b) El Gobierno de los Estados Unidos de América informará a la Corte de todas las medidas que tome en aplicación de la presente providencia.”
Además, la Corte dictó que hasta que el fallo definitivo fuera emitido, seguiría informándose de los asuntos que fueran objeto de dicha providencia.
Más adelante, a través del agente de los Estados Unidos, se informó a la Corte el 2 de noviembre de 2003 que se le había comunicado de la demanda a sus autoridades competentes y se informó que se obtuvo de dichas autoridades información en cuanto a cada uno de los 54 individuos sentenciados a muerte, además de que se confirmó que ninguno de estos había sido ejecutado hasta el momento.
Finalmente, antes de iniciar los procedimientos en cuanto a la sentencia, se eligió al magistrado Sr. Bernardo Sepúlveda por parte de México con el fin de que éste sirviera como representante mexicano específicamente para esta causa, ya que no se contaba con ningún otro magistrado mexicano por el momento en la Corte.
Fue así como se llevaron a cabo las audiencias públicas entre diciembre 15 y 19 en el 2003, en donde cada una de las partes presentó sus argumentos ante la Corte para resolver el caso. Entre los casos que fueron considerados por la Corte debido a ciertas modificaciones realizadas por México a sus reclamaciones, sólo 52 de los 54 casos originales fueron considerados en la demanda. Entre estos casos se pueden encontrar que tuvieron lugar en 9 estados distintos de los Estados Unidos entre los cuales 28 casos tomaban lugar en California, 15 casos en Texas, 3 casos en Illinois, 1 caso en Arizona, 1 caso en Arkansas, 1 caso en Nevada, 1 caso en Ohio, 1 caso en Oklahoma y 1 caso en Oregón. Dichos casos se desarrollaron entre 1979 y hasta el momento de la demanda en el 2003.

## Juicio

### Argumentos de México (Demanda)
El 9 de enero de 2003, México presentó una demanda contra Estados Unidos de América. Los argumentos mexicanos se basaban principalmente en que Estados Unidos había violado la Convención de Viena sobre Relaciones Consulares al arrestar, detener, procesar, condenar, y sentenciar a 52 nacionales mexicanos. La situación de estos mexicanos procesados estaba en riesgo de sufrir condena a muerte sin permitir que México con el instrumento de sus obligaciones jurídicas internacionales de conformidad con los artículos 5 y 36 de la Convención de Viena. De hecho sobre tres de ellos pendía una sentencia definitiva y estaba pendiente de determinarse la fecha de ejecución. Debido a su situación jurídica, aquellos migrantes del caso con nacionalidad estadounidense y mexicana debían sujetarse a la legislación norteamericana.
Los argumentos que presentó el Estado Mexicano en cuanto a actos ilícitos cometidos por los Estados Unidos al detener y poner en el corredor de la muerte a 52 mexicanos, de acuerdo al resumen de sentencias de la CIJ (2010) que comprende el periodo de 2004-2007,  son los siguientes:
1. Que al detener, enjuiciar, declarar culpables y sentenciar a los nacionales mexicanos, los Estados Unidos incumplieron con su deber internacional de permitirle a México el proporcionar la protección diplomática a sus nacionales. Esto, ya que no se notificó “sin demora” a los 52 individuos que tenían derecho a la protección consular, lo cual está establecido en el párrafo 1 del artículo 36 de la Convención de Viena. De esta manera, se les privó a los nacionales mexicanos de solicitar dicha protección y al estado Mexicano de proveer la protección consular.
2. La notificación de la protección consular, como está estipulado en el párrafo 1, artículo 36 de la convención de Viena, se debe hacer antes de empezar cualquier tipo de proceso, o tomar alguna decisión que pueda ser potencialmente nociva para el nacional extranjero.
3. Consecuentemente, hubo una violación de lo que está estipulado en el párrafo 2, artículo 36 de la Convención de Viena. Ya que no hicieron un examen y reconsideración significativos y efectivos de la culpabilidad y condena de los nacionales mexicanos, sino que aplicaron doctrinas del derecho interno que no reconocen ciertas violaciones conforme a la Convención de Viena.
4. Por los daños sufridos y por protección diplomática de sus nacionales, México es acreedor de una reparación plena por los daños causados, en forma de restitución íntegra.
5. Dicha restitución consiste en anular las sentencias y declaraciones de culpabilidad de los 52 nacionales mexicanos.
6. También asegurar que la violación del artículo 36 por parte de los Estados Unidos no afecte en procedimientos posteriores
7. En el caso de que alguna de las 52 declaraciones de culpabilidad o condena no sean anuladas, los Estados Unidos garantizarán que se hará un examen y reconsideración significativos y efectivos de dichas declaraciones o condenas. Con la condición de que no sea por medio de doctrinas internas que vayan en contra del derecho internacional, como procedimientos de gracia.
8. Que los Estados Unidos seguían en violación del artículo 36 de la convención de Viena y que para cesar debían dar garantizar y asegurar que se tomarían medidas para cumplir de manera más efectiva con lo establecido en el párrafo 1 del mismo artículo.[18]

A la luz de la violación cometida por los Estados Unidos, México exigió que Estados Unidos debía restablecer la situación anterior y tomar las medidas necesarias para garantizar que se mantuvieran los derechos otorgados en virtud del artículo 36. México también presentó una petición a la Corte donde solicitaba medidas provisionales a fin de proteger los derechos de sus ciudadanos después de la sentencia definitiva en el caso, incluyendo que el gobierno de Estados Unidos debía garantizar que no se ejecutaría  o tendría en fecha de ejecución a algún nacional mexicano del caso.

### Argumentos de Estados Unidos (Contestación del Estado)
En la contestación de demanda, los Estados Unidos utilizaron como principal defensa los antecedentes del caso LaGrand o Breard, debido a que los principales reclamos del Estado mexicano tenían su fundamento en al violación del derecho a notificación, la asistencia de consulares y la aplicación de la doctrina de preclusión procesal. Por lo anterior, el país estadounidense tenía como fin que la Corte Internacional de Justicia, en adelante Corte o CIJ, tomará su decisión en base al fallo del caso LaGrand o Breard.
Este argumento de los Estados Unidos se sustentaba en que los reclamos de México en los general, fueron resueltos en el caso Alemán, en consecuencia, se puede percibir como redundante que la Corte establezca su decisión sobre iguales ámbitos. En este sentido, la defensa estadounidense también menciona que la CIJ, le había concedido discrecionalidad para efectuar las denominadas reparaciones a las diversas violaciones en cuestión procesal que estuvieran en contra de nacionales extranjeros y que mientras emplearán la clemencia ejecutiva, se cumplía con el fallo LaGrand, por lo tanto, se aseguraba la revisión de casos parecidos.
En este punto, se resalta que en el caso LaGrand o Breard, la nación estadounidense aceptó las violaciones a la obligación internacional que se desencadenaron en virtud de la Convención de Viena. No obstante, en el caso Avena los Estados Unidos desde un principio negaron todos los ilícitos que fueron cometidos en contra de los 54 mexicanos.
Por otro lado, Estados Unidos manifestaba que los 54 casos correspondientes a los nacionales mexicanos no podían coexistir en una sola demanda, dado que eran complejos y  diferentes unos con otros. Además, se establecía que la nación mexicana no había demostrado la existencia de la violación de derechos que denunciaba ante la Corte.
Seguidamente, Estados Unidos señalaba que varios nacionales mexicanos que formaban parte del caso Avena contaban con la nacionalidad estadounidense, por lo que no se respetaba lo dispuesto en la Convención de Viena. Sin embargo, la defensa del país estadounidense no presentó pruebas al respecto de esta situación, mientras que el Estado mexicano sí demostró con pruebas que los participantes en la demanda eran nacionales mexicanos.
Asimismo, el país estadounidense alegó que México en sus sistema interno no acataba la Convención de Viena y por este motivo no contaban con ningún derecho a exigir una sentencia en relación con la vulneración de derechos que sucedió dentro de la jurisdicción de otra nación.
Por otra parte, las excepciones de Estados Unidos respecto a la competencia de la Corte fueron cuatro. En la primera objeción la nación estadounidense menciona que México dirigía sus argumentos a cómo se trataban a nacionales mexicanos en el sistema penal federal y al funcionamiento de este sistema de justicia de índole penal en Estados Unidos, por lo que si la CIJ se pronunciaba en el asunto estaría realizando un abuso de competencia. El segundo argumento enfatiza el artículo 36 de la Convención de Viena, puesto que los Estados Unidos establece que en ese apartado no existe ninguna obligación de limitar los derechos de detener a nacionales extranjeros y que solo tiene como constricción la notificación.
La tercera objeción está basada en el derecho de restitutio in integrum que invoca México, pues los Estados Unidos fija que esto es una grave intromisión a la independencia con la que actúan sus tribunales, por lo cual la CIJ no tiene competencia para manifestar que el país estadounidense cuenta con la obligación de anular las declaraciones relativas a la culpabilidad y las condenas. Y la cuarta excepción se centra en que la Corte es incompetente para dictaminar que la notificación consular consiste en un derecho humano, así como plantear los requisitos primordiales a seguir en el proceso.
En cuanto a las excepciones de los Estados Unidos en vinculación con la admisibilidad del caso se plantearon cinco. La primera objeción de los Estados Unidos radica en que las alegaciones por parte del Estado mexicano deben catalogarse como inadmisibles porque buscan que la Corte ejecute funciones de un tribunal en el ámbito de apelaciones penales; en este apartado la nación estadounidense no indica que la Corte se declare con incompetencia para investigar sobre violaciones de derechos estatuidos en la Convención de Viena, sino que de encontrarse vulneraciones, la Corte sólo puede disponer que Estados Unidos efectúe un examen y reconsideración.
En la segunda excepción, los Estados Unidos sostienen que las pretensiones de México son inadmisibles porque no se ha cumplido con el principio de agotamiento de recursos internos, por lo que solicita que el derecho de protección diplomática sea desechado para  los nacionales mexicanos que no hubieran cumplido con esta condición. La tercera cuestión abarca la doble nacionalidad, ya que la defensa estadounidense indica que el Estado mexicano no puede instar la protección diplomática por vulneraciones de derechos que se localizan en la Convención de Viena, al tener nacionales mexicanos que al mismo tiempo son nacionales de Estados Unidos. 
Al continuar, en la cuarta excepción el país estadounidense recalca que la CIJ no debería permitir que las pretensiones de México procedan, porque éste conocía el caso individual, pero no advirtió a los Estados Unidos de la violación de derechos y en todo caso lo hizo con una amplia demora. La quinta objeción presentada por los Estados Unidos evidencia que los argumentos de México son inadmisibles, dado que no se debería consentir la invocación de estándares que la nación mexicana no aplica.
Finalmente, la Corte Internacional de Justicia desestimó todas las objeciones que los Estados Unidos presentaron respecto a la competencia y admisibilidad de la Corte. Cabe recalcar que dichas objeciones fueron ofrecidas cuatro meses después del tiempo que había sido asignado y que por esta razón, el Estado mexicano le solicitó a la CIJ desechar los argumentos de Estados Unidos en fundamento a las reglas de procedimiento que rigen a la Corte. Sin embargo, la Corte tomó la decisión de valorar los argumentos presentados por la defensa estadounidense en correspondencia a la importancia de la resolución. Esto refuerza el fallo de la CIJ debido a que se instaura que los argumentos de Estados Unidos fueron rechazados por medio de un razonamiento jurídico y no simplemente por hechos de forma.

## Sentencia de la Corte Internacional de Justicia
Después de meses de debate, la Corte concluyó que en 51 de los casos, excluyendo aquellos de César Roberto Fierro Reyna, Roberto Moreno Ramos, y Osvaldo Torres Aguilera, Estados Unidos había violado su obligación fijada bajo el Artículo 36, Párrafo 1 de la Convención de Viena sobre Relaciones Consulares al no notificar sin retraso al personal consular mexicano. Al no haber hecho, Estados Unidos había privado a México el derecho de proveer asistencia a sus nacionales. En lo referente a César Roberto Fierro Reyna, Roberto Moreno Ramos, y Osvaldo Torres Aguilera, la violación fue al no permitir una revisión y reconsideración de sus condenas y sentencias. En este caso Estados Unidos también violó el Párrafo 2 del Artículo 36. Como reparación, Estados Unidos debería proveer revisión y reconsideración de sus condenas y sentencias además de implementar medidas específicas que garantizaran la no repetición de estos actos.
(1) La Corte rechazó la objeción de los Estados Unidos Mexicanos a la admisibilidad de las objeciones presentadas por los Estados Unidos de América a la jurisdicción de la misma y a la admisibilidad de las demandas mexicanas;
(2) Se rechazaron las cuatro objeciones presentadas por Estados Unidos de América a la jurisdicción de la Corte;
(3) Las cinco objeciones de Estados Unidos de América a la admisibilidad de las reclamaciones de los Estados Unidos Mexicanos fueron rechazadas;
(4) La Corte declaró en su sentencia que Estados Unidos violó sus obligaciones al no informar, en tiempo oportuno en el momento de su detención, a los 51 nacionales mexicanos, de sus derechos en virtud del artículo 36, párrafo 1, de la Convención de Viena sobre Relaciones Consulares de 24 de abril de 1963. 
(5) En la sentencia se decidió que  Estados Unidos de América violó sus obligaciones con respecto al artículo 36, párrafo 1 de la Convención de Viena, al no notificar sin demora a la oficina consular mexicana correspondiente la detención de los 49 nacionales mexicanos, mencionados en el párrafo 106 2) supra; privando así a los Estados Unidos Mexicanos del su derecho a prestar oportunamente la asistencia prevista en la Convención de Viena;
(6) Se consideró que en lo referente a los 49 nacionales mexicanos mencionados, Estados Unidos privó a  México del derecho, en tiempo oportuno, a comunicarse y tener acceso con dichos nacionales, así como a visitarlos mientras estaban detenidos; por lo que se violaron las obligaciones en virtud del artículo 36, párrafo 1 de la Convención;
(7) En relación con los 34 nacionales mexicanos mencionados en el párrafo 106 4) supra, la Corte encuentra que Estados Unidos privó a Mexicano del derecho, en tiempo oportuno, de organizar la representación legal de dichos nacionales, y por lo tanto también se violaron las obligaciones adquiridas de acuerdo al artículo 36, párrafo 1, de la Convención;
(8) La sentencia declara que, al no permitir la revisión y reconsideración, a la luz de los derechos establecidos en la Convención, del fallo condenatorio y de las penas impuestas a los señores César Roberto Fierro Reyna, Roberto Moreno Ramos y Osvaldo Torres Aguilera, después de haberse comprobado las violaciones, los Estados Unidos de América violaron las obligaciones que les incumben en virtud del párrafo 2 del artículo 36 de la Convención;
(9) La Corte encuentra que la reparación adecuada en el caso consiste en la obligación de los Estados Unidos de América de proveer, por medios de su elección, a la revisión y reconsideración de las condenas y sentencias de los nacionales mexicanos, tomando en cuenta tanto la violación de los derechos establecidos en el artículo 36 de la Convención como los párrafos 138 a 141 de la Sentencia por la Corte Internacional de Justicia;
(10) Se toma nota del compromiso asumido por Estados Unidos de América de asegurar la aplicación o las medidas específicas adoptadas en cumplimiento de sus obligaciones en virtud del artículo 36, párrafo 1, de la Convención de Viena; y considera que este compromiso debe considerarse como una respuesta a la solicitud de México hacia garantías y seguridades de no repetición;
(11) La presente sentencia encuentra que en caso de que los nacionales mexicanos sean condenados a penas severas, sin que se hayan respetado sus derechos previstos en el artículo 36, párrafo 1, de la Convención, los Estados Unidos de América deberán proveer, por medio de su elección, a la revisión y reconsideración de la condena y de la sentencia, de manera que se pueda ponderar plenamente la violación de los derechos establecidos en la Convención.

## Consecuencias
En diferencia a los casos de Alemania y Paraguay, en el caso AVENA los individuos quienes habían sido sentenciados a muerte aún no habían sido ejecutados por lo cual los 52 condenados mexicanos lograron preservar sus vidas. Tras este caso Estados Unidos decidió retirarse del Protocolo Facultativo, siendo este el protocolo obliga a los firmantes a reconocer a la Corte Internacional de Justicia como última instancia en casos de violación de la Convención de Viena referida a derechos consulares. 
Años más tarde, el Estado mexicano presentó la Solicitud de Interpretación al juicio del 31 de marzo de 2004 concerniente a Avena y otros Nacionales Mexicanos ante la Corte  con la intención de que la aclaración de la situación jurídica de la sentencia de la Corte de este caso lograra y presionar a Estados Unidos a cumplir las medidas acordadas en dicha sentencia.